# Split (Band)
Split ist eine deutsche Pop-Rock-Band aus Eislingen/Fils, die im Mai 2006 gegründet wurde. Sie besteht aus den Mitgliedern Faby (Gesang, Bass), Krelin (Schlagzeug), Cedi (Gitarre) und Wanka (Gitarre, Gesang).

## Geschichte
Die Band konnte bereits mehrere große Erfolge erzielen, darunter ein Auftritt bei „The Dome 54“ sowie ein Auftritt bei „Rock am Ring 2009“. Ebenfalls erschienen über Split Berichte in den Jugendmagazinen Bravo und Twist. Von Oktober 2011 bis Januar 2012 waren Split als Vorgruppe der VIVA-Comet-Gewinner The Black Pony deutschlandweit unterwegs.
Nach den Veröffentlichungen der beiden EPs Take It! sowie Punk Poetic erschien am 21. Mai 2012 das Debütalbum Love, Luck & Alliterations, das physisch über einen Eigenvertrieb und digital weltweit erhältlich ist. Am 24. Mai 2013 erschien ihr zweites Studioalbum  STAY GOLD.

## Erfolge
- über 200 gespielte Konzerte europaweit
- Toursupport der VIVA Comet Gewinner The Black Pony auf der gesamten Crush Tour
- Im Line-Up der „Coke Sound Up Tour 2011“ präsentiert von Coca-Cola
- Im Line-Up der „Sachen-Sommer-Radtour“ präsentiert von Vodafone
- Top 12 Band bei der Coca-Cola Discovery Tour 2009
- Airplays auf BigFM, DasDing, Radio Energy, Motor FM uvw.
- Support von Bands Silbermond, Razorlight, Itchy Poopzkid, Killerpilze, The Black Pony, 5BUGS uvm.

## Diskografie

### EPs
- Take It! (2007)
- Punk Poetic (2008)
- MMXII (2012)
- MMXIII (2013)

### Alben
- Love, Luck & Alliterations (2010)
- Stay Gold (2013)